# Marina Alexejewna Ladynina

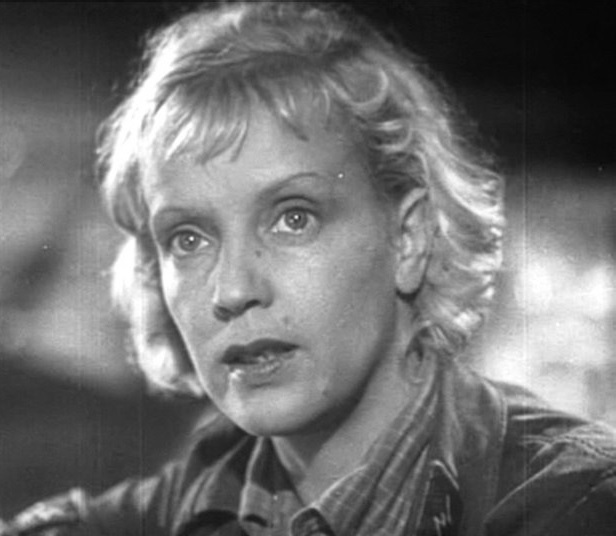
Marina Ladynina (1942)

Marina Alexejewna Ladynina (russisch Марина Алексеевна Ладынина; * 11.jul. / 24. Juni 1908greg. in Skotinino, Gouvernement Smolensk; † 10. März 2003 in Moskau) war eine sowjetische Schauspielerin.

## Leben
Marina Ladynina wurde in einer Bauernfamilie im Gouvernement Smolensk geboren. Bald darauf zog ihre Familie nach Nasarowo in Sibirien um, wo Marina im Schultheater mitspielte. Nach der Schule arbeitete sie als Lehrerin. 1929 ging sie nach Moskau und begann dort ein Studium an der GITIS, das sie 1933 erfolgreich abschloss. Nach dem Studium wurde sie ins Ensemble des MChAT aufgenommen. 
Berühmt wurde Ladynina allerdings als Filmschauspielerin. 1936 heiratete sie den Filmregisseur Iwan Pyrjew, der sie bis in die 1950er Jahre in allen seinen Filmen besetzte. 1954 zerbrach ihre Ehe. Nach der Trennung von Pyrjew wurde Ladynina nicht mehr besetzt. 
Sie starb am 10. März 2003 in Moskau.

## Filmografie (Auswahl)
- 1939: Junges Leben (Трактористы)
- 1941: Sie trafen sich in Moskau (Свинарка и пастух)
- 1944: Um 6 Uhr abends nach Kriegsende (В 6 часов вечера после войны)
- 1947: Das Lied von Sibirien (Сказание о земле Сибирской)
- 1949: Kubankosaken (Кубанские казаки)
- 1951: Gesprengte Fesseln (Тарас Шевченко)

## Auszeichnungen
- 1941: Stalinpreis für den Film Junges Leben
- 1942: Stalinpreis für den Film Sie trafen sich in Moskau
- 1946: Stalinpreis für den Film Um 6 Uhr abends nach Kriegsende
- 1948: Stalinpreis für den Film Das Lied von Sibirien
- 1950: Volkskünstlerin der UdSSR
- 1951: Stalinpreis für den Film Kubankosaken
- 1998: Nika-Filmpreis in der Kategorie „Ehre und Würde“
- 1998: Orden der Ehre[1]